# Blanca Sol (novela social)

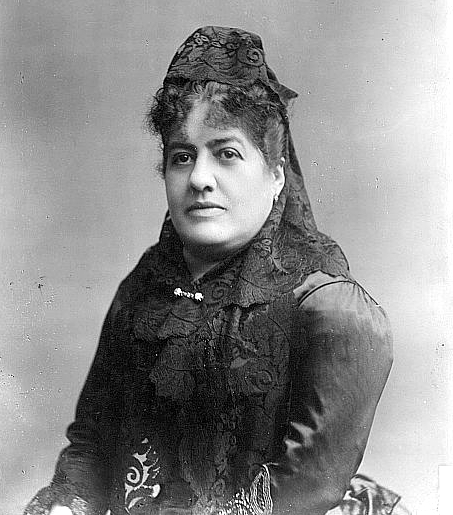
Mercedes Cabello de Carbonera, autora de Blanca Sol

Blanca Sol (novela social) es un libro publicado en 1888 en Lima, siendo la penúltima novela de Mercedes Cabello de Carbonera y una de sus más exitosas obras. Ambientada en la capital peruana de fines del siglo XIX, en la época conocida como "Reconstrucción Nacional", relata la vida y excentricidades de una dama de la alta sociedad que sin embargo, envuelta en coqueterías y vanidades, pierde toda la fortuna de su matrimonio, llevándola a la miseria completa y la prostitución.

## Blanca Sol: la caída libre de una mujer
El argumento de la novela resume la historia de Blanca Sol, una señorita de linaje y clase acomodada, que debe casarse con un hombre acaudalado para poder recuperar la fortuna que antaño poseía su familia, dejando de lado a Gonzalo Herrera, su "amor verdadero" que había tocado a sus puertas por entonces.
Una vez convertida en señora de Serafín Rubio, millonario sin la noble ascendencia de su esposa, Blanca empieza a disfrutar en demasía del dinero que ahora posee. Entre fiestas religiosas suntuosas, grandes bailes sociales y todo tipo de ocasiones en que pueda mostrar su suntuosidad y gracia superior, Blanca coqueteará con los múltiples pretendientes que la acechan, además de convertirse en inspiración y modelo para las damas limeñas que buscaban destacar en la alta sociedad. 
Uno de estos pretendientes, Alcides Lescanti, será su más férreo admirador y motivado además por una apuesta entre amigos – conquistadores también de cuanta doncella les sea apetitosa-, buscará convertirse en amante de la Sra. de Rubio, objetivo que le será imposible de conseguir a causa de la evasión y juego constante de ella. 
La relación con Blanca le resulta frustrante a Alcides, quién llega a enamorarse y volverse títere de su amor. Desmoralizado al verse convertido en conquistado y no conquistador, busca deshacerse de su pasión ayudándose de Josefina, una empleada de Blanca cuya inocencia, moral y espíritu bondadoso lo deciden a dejar su vida libertina e inclinan a sentar cabeza. 
Convencido entonces del juego que había montado Blanca con él, Alcides decide alejarse de ella y pretender a Josefina hasta convertirla en su esposa. Blanca, quien para este momento se había enamorado de Alcides, trata infructuosamente de reconquistarlo. En medio de todo esto, Serafín Rubio, convertido por influencia de su esposa en ministro de Estado, empieza a tener serios problemas financieros que lo obligan a realizar grandes préstamos e hipotecar sus propiedades.
El despilfarro exorbitante de Blanca lleva a su marido a la quiebra, que junto con el desprecio y las mentiras de su mujer acaban por enloquecerlo. Con seis hijos que mantener, Blanca aún mantiene esperanzas sobre Alcides, a quien visita en su casa para corroborar la noticia de su reciente casamiento con Josefina,  que la destroza emocionalmente. 
Sin ningún bien ni renta, Blanca se muda a una quinta en la que sobrevive a partir de los fiados y préstamos, hasta que ello se vuelve insostenible. Ante esta situación, y llena de rencor y ansias de venganza hacia la misma sociedad que alguna vez la admiró, se vuelve prostituta y hace de la quinta su lugar de trabajo. Por su parte, Alcides vivirá felizmente su matrimonio y Serafín permanecerá encerrado en el manicomio de la ciudad.

## Blanca Sol: una novela con rigor científico

### Impronta positivista
El positivismo fue una corriente filosófica que afirmaba al conocimiento científico como el único verdadero. La experimentación era para esta escuela el filtro entre lo que es auténtico y lo que no lo es. En ese sentido, la aplicación de esta postura en la literatura supuso un uso del método científico en los contenidos de esta y que Mercedes Cabello aprobaba, considerándola como todo un oficio.
Cabello vio en la filosofía positivista un marco de valoración y estudio de la sociedad. Siguió las directrices de Augusto Comte, convencida de que la novela era una vía complementaria e importante para la solución de problemas sociales que se presentaban ante la ciencia. El novelista estudia el espíritu del hombre y el espíritu de las sociedades, afirmaba y por ello veía el novelar como una labor científica que complementaría las verdades del mundo natural y la tecnología. Sin embargo, no fue una ferviente creyente de las teorías positivistas, convirtiéndose en una positivista social crítica que iniciaría además el proceso de acriollamiento del positivismo francés.
La autora de Blanca Sol no compartió el dogmatismo científico de Comte, que hacía viable el control de desviaciones y errores sociales a partir de un régimen sociocrático equivalente a una teocracia. Adoptar a la Humanidad como una divinidad religiosa tampoco fue compatible con el sustento personal de Cabello. Sin embargo, el altruismo y la ética del ejemplo fueron parte de su pensamiento sobre la moral, y eran parte también de la moral positivista. Precisamente, esta ética del ejemplo podemos notarla en la evolución que va teniendo el personaje de Alcides Lescanti cuando conoce y quiere amar a la pobre y virtuosa Josefina, logrando el cambio en su vida personal a partir del ejemplo y afecto de la que fuera sirvienta de Blanca. 

## Blanca Sol: El naturalismo trasatlántico

### Complementariedad del naturalismo y rezagos románticos en la novela
El naturalismo surgió en la segunda mitad del siglo XIX como una corriente literaria basada en el análisis objetivo de la realidad en todos sus aspectos, haciendo una labor de documentación sobre esta. Émile Zola, padre del naturalismo literario, fue uno de los principales mentores en los que Cabello sustentó su oficio de novelista. Y por ello Mercedes se volvió una intolerante y dura censora del apasionamiento romántico que solo veía en los pueblos y sociedades la dulzura y encanto de sus costumbres y peculiaridades, primando desde luego lo más bello para el pensamiento y obviando lo que sería la otra cara de la moneda. Tildaba de versificadores a quienes no adoptaban los ideales naturalistas, menospreciándolos como malos imitadores. Sin embargo, este rechazo tenía carácter polémico para esta época dado el éxito y difusión que había alcanzado la literatura costumbrista y las grandes figuras que lo respaldaban, entre ellos Ricardo Palma. 
A lo largo de Blanca Sol, la autora mira a la sociedad limeña y su estilo de vida tal y como la ha documentado, sin reparar en lo triste y controvertible que pueda ser. Resume la niñez de Blanca en una inocencia infantil, con una madre vanidosa y abobada por una vida social de apariencias, que consideraba ya desde el colegio al dinero como el más preciado bien de la vida, aquel que compraba voluntades y objetos. Precisamente su nombre, Blanca Sol, hace alusión a este bien y que en la literatura naturalista se considera importante factor en la naturaleza de las relaciones sociales. Era pues hija de la alta sociedad, que no escatimaba en los lujos, considerando la apariencia como lo más importante, aun cuando sus problemas financieros ya le tocaban la puerta. Los vicios de la Lima de fines de siglo son sintetizados en la personalidad y crianza de la protagonista. Hay pues también una apropiación del realismo como herramienta del novelista para su objetivo de transformarla en lo que debería ser.
Mercedes Cabello, a pesar de su postura naturalista, no se convirtió en ferviente seguidora de los postulados de Zola, marcando distancia con las posturas que consideraba radicales por parte del teórico. En el prólogo de la novela en mención aclara al lector su pensamiento:
(…) Y el novelista no sólo estudia el hombre tal cual es: Hace más, nos lo presentar tal cual debe ser (…) El arte va más allá de la ciencia. Está bien las cosas tales cuáles son, el arte las ve además cómo deben ser. La ciencia se dirige particularmente al espíritu. El arte sobre todo al corazón. Y puesto que de los afectos más que de las ideas proviene en el fondo la conducta humana, resulta que la finalidad del arte es superior a la de la ciencia.
El naturalismo no toleraba alteración alguna de la condición en que se hallaban las cosas en la realidad pues la novela era una labor documental, un estudio social. No obstante, este planteamiento llevó a situaciones en las que la obra se volvía una “pornografía de la realidad”, desarrollando temas escabrosos y violentos bajo el método experimental a fin de sustentar su aporte al conocimiento científico, hecho que no aceptaba Cabello, quien, basada en una concreta postura moral, afirmaba que la literatura debía presentarse como una afirmación del estado correcto de la realidad, permitiendo a la novela alcanzar su fin moral e incluso “terapéutico”. Y de esta manera los sentimientos nobles y las acciones que impulsan son materia prima que debe moldear para bien el arte literario.
Su actitud frente a los sentimientos y afectos personales llevó en ciertos momentos acoplarse a fórmulas del romanticismo literario, al parecer inconscientemente, dado el completo rechazo de la autora por esta corriente artística. El legado del romanticismo en el Perú fue prolongado a lo largo del siglo decimonónico, y por tanto también influyó en la obra de Mercedes Cabello:  el desarrollo de las escenas entre amantes o pretendientes, muchas veces dominados por sus sentimientos, la tratativa de ciertos momentos trágicos de la novela, e incluso las costumbres limeñas como el duelo entre Don Serafín y Alcides Lescanti son claras escenas imbuidas de romanticismo literario.

### Mercedes Cabello de Carbonera y Emilia Pardo Bazán
Mercedes Cabello de Carbonera pertenecía a una clase social acomodada que le permitió acceder con facilidad a literatura asociada a la corriente literaria del naturalismo francés, sin la necesidad de esperar por las traducciones de esas obras. Es así como la autora se sumerge en la literatura europea, que muchos de sus contemporáneos peruanos no conocían. De forma similar, Emilia Pardo Bazán, contemporánea española de Cabello de Carbonera, tuvo el privilegio de viajar y desarrollar una perspectiva cosmopolita. Ambas autoras parten de un historial similar que las encamina a desarrollar un estilo naturalista en sus obras. El estilo naturalista funciona como una herramienta para que estas autoras puedan denunciar y criticar sus sociedades en las que la mujer es constantemente objetivada.
El estilo naturalista de estas autoras se muestra en su cruda descripción de la realidad. Las narrativas de ambas, Cabello de Carbonera y Pardo Bazán, ponen en tela de juicio muchos valores normalizados por la sociedad. Pardo Bazán, “que en un principio había querido simplemente introducir en España la nueva doctrina literaria, explicándola y enmendándola, se encontró en cierta manera convertida en jefe y portaestandarte de una escuela naturalista española”. En su cuento, "Medias Rojas", la autora se acerca al naturalismo por medio del uso del detalle para hacer una descripción hiperrealista de la agresión física del padre a su hija. Siendo el cuento un texto corto, la autora emplea casi un tercio de la narración para describir la agresión violenta del tío Clodio a Ildara: “Y con el cerrado puño hirió primero la cabeza, luego, el rostro”, después “el labrador aporreó la nariz, los carrillos. Fue un instante de furor en, que sin escrúpulo la hubiese matado”. La escena continúa: “Cesó al fin de pegar; Ildara, aturdida de espanto, ya no chillaba siquiera. Salió fuera, silenciosa, y en el regato próximo se lavó la sangre. Un diente bonito, juvenil, le quedó en la mano. Del ojo lastimado, no veía". El cuento evidencia como la agresión descontrolada del padre dejó muy maltratada físicamente a su hija. La crítica de la autora se dirige contra la violencia de género que era comúnmente justificada en la época. Ildara, por ser la hija menor de un padre viudo, tiene la responsabilidad de quedarse en casa a cuidar de su padre hasta que muera. Era completamente aceptable en la época que Clodio evitara el intento de fuga de su hija. Además, Ildara planeaba huir de casa para prostituirse, evento que hubiera sido la forma más grande de humillación para la familia. Por ende, el lector típico que hubiera leído este texto en el siglo XIX habría simpatizar con Clodio. Sin embargo, la imagen visual de Idlara, indefensa y sangrando, encamina al lector a cuestionarse, ¿está justificada la violenta reacción de don Clodio?  
El naturalismo en Blanca Sol, sin embargo, es un poco distinto. Cabello de Carbonera utiliza otros métodos para transmitir el efecto realista de su narrativa. El uso del estilo naturalista en Blanca Sol provocó un gran escándalo tras la publicación de la novela. Cabello de Carbonera, a diferencia de Pardo Bazán y del resto de los naturalistas, transfiere las perspetivas de eta escuela a “mujeres de clases altas que, a falta de otras opciones, utilizaban el matrimonio para ascender en la pirámide social”. Por primera vez en América, el naturalismo exponía una crítica explícita de las clases sociales altas, que denunciaba el comportamiento materialista de las mismas. Por medio de la construcción de la protagonista, Cabello de Carbonera resalta el deseo obsesivo de bienes materiales y el constante afán por escalar al punto más alto de la pirámide social. En este sentido, “el naturalismo es para Cabello de Carbonera un caballo de Troya que corrompe en términos morales a las jóvenes naciones latinoamericanas”. La autora busca jugar con el lector, retándolo a tomar un punto de vista crítico de la propia sociedad de la que hace parte.  
A pesar de las diferencias de estilo, en ambos casos, el de Cabello de Carbonera y el de Pardo Bazán, la reacción de la sociedad fue sumamente negativa. En cuanto a Pardo Bazán, sus contemporáneos escritores, mayormente hombres, mostraron una repulsión a su “feminismo” que, para la época, era evidente. Cabello de Carbonera, sin embargo, fue aún más polémica, generando resentimientos incluso en otras mujeres escritoras. Una de ellas fue Juana Manuela Gorriti, escritora contemporánea argentina, quien eligió “distanciarse ideológicamente”  de Cabello de Carbonera, a quién en su texto "Lo íntimo", describe como una autora que se coloca “del lado del delito y del escándalo”. Ambas autoras utilizaron el naturalismo para despertar fuertes reacciones en el lector contemporáneo, aun cuando eso las posicionaba del lado negativo de la crítica. 

## Blanca Sol: una novela moralizante
Blanca Sol fue una obra en la que la autora se muestra abanderada del rescate moral de su sociedad. En ella muestra los vicios y defectos de este conglomerado de personas e intereses a fin de que la misma sociedad se dé cuenta de su situación materialista y opresora. Su maestro, Manuel González Prada, fue una poderosa influencia en ese sentido, convirtiéndose en un apasionado de la reacción cultural peruana que llevase al país a conocerse en toda su extensión, y dejar atrás la decadencia de la posguerra. 
Afirmaba Cabello que lo que define al hombre es su naturaleza moral y espiritual y es ahí donde se encuentra la misión de la literatura, en tanto que es quien analiza este componente social. Esta investigación de ámbito moral del ser humano es para ella el más fuerte argumento por el que la novela es el género mayor de la literatura moderna, estudiando el ámbito en pro de la higiene moral. La tratativa de los personajes de Blanca Sol es el resultado de estas afirmaciones, mostrando en ellos su personalidad y aspecto moral, el que además se convierte en un motor para el desarrollo de los hechos y el desenlace de la novela. El narrador heterodiegético –aquel que no participa de la historia y narra los hechos desde fuera- es quien moraliza y le cede en algunas ocasiones la voz a los personajes para ejemplificar sus observaciones.
Esta figura la podemos encontrar en múltiples momentos de la obra. Uno de ellos es la pomposa tertulia que realiza Blanca y en la que su esposo, en medio de una partida de cartas, se da cuenta de la desdicha de sus hijos por ser criados por nodrizas y terceros en vez de su propia madre. La madre de Blanca, al ser abordada por Serafín sobre el tema, toma la voz de la narración y afirma: (…) Oh¡, las personas de nuestra condición somos víctimas entre nuestros deberes sociales (…) Cabello deja pues hablar a su personaje como sutil manera de enfatizar el estado de superficialidad y moral en la que ha caído, o mejor dicho siempre ha estado, la familia de Blanca y ella misma. 

## Blanca Sol: Una violación de roles y disputa de los géneros
Blanca Sol es una antiheroína que traspasa los muros de su hogar y se infiltra en círculos tan impropios para las de su sexo, en aquella época, como la política. La incursión de esta dama limeña en asuntos que en su tiempo eran manejados íntegramente por el varón la lleva a la censura por la transgresión de sus roles sociales. En ese sentido, el desenlace parece confirmar que dichas transgresiones provocan trágicos finales, conclusión que no del todo quería transmitir Cabello con su obra. 
Los éxitos que a lo largo de la obra va alcanzando la protagonista son pequeñas muestras del poder femenino cuando este se encuentra preparado. El hecho de dejar en claro la precaria educación de Blanca y su frágil moral es un espacio para la reflexión en torno a las potencialidades de la mujer si es que recibe la instrucción adecuada. Blanca Sol llega a su triste final no solo por una sociedad inapelable y materialista, sino también por las pocas formas de sustento que la mujer tenía en ese contexto. Una vez más, se denuncia las pocas herramientas de las que la mujer disponía para vivir en una sociedad como la limeña de fines de siglo.
Al respecto Cárdenas afirma:
Esta lucha[de conquistar un espacio central en el escenario público por parte de Blanca Sol] nos transmite un conjunto de pautas de conducta, ideas e ideales que llamamos “ética femenina” y que, creemos, intenta ir más allá de las delimitaciones y determinaciones de naturalezas, roles y esferas de acción que quisieron encerrar a la mujer peruana en una posición de inferioridad respecto al hombre en la construcción de la nueva república.
La lucha por poner de relieve el tema de la mujer, su educación y misión en la sociedad, llevó a Mercedes Cabello a intensas y constantes interpelaciones sociales. Las actitudes de sus personajes, así como sus actitudes e incluso su oficio de novelar tuvo que masculinizarse, respaldando el sistema cultural en que se había formado, como parte de los imperativos de desarrollarse en él.